# Ливаро (Кальвадос)
Ливаро́ (фр. Livarot) — коммуна во Франции, находится в регионе Нижняя Нормандия. Департамент коммуны — Кальвадос. Входит в состав кантона Ливаро. Округ коммуны — Лизьё.
Код INSEE коммуны — 14371.

## Население
Население коммуны на 2010 год составляло 2269 человек.
| 1962 | 1968 | 1975 | 1982 | 1990 | 1999 | 2010 |
| ---- | ---- | ---- | ---- | ---- | ---- | ---- |
| 2494 | 2535 | 2654 | 2538 | 2469 | 2516 | 2269 |

## Экономика
В 2010 году среди 1338 человек трудоспособного возраста (15—64 лет) 981 были экономически активными, 357 — неактивными (показатель активности — 73,3 %, в 1999 году было 72,5 %). Из 981 активных жителей работали 847 человек (477 мужчин и 370 женщин), безработных было 134 (62 мужчины и 72 женщины). Среди 357 неактивных 97 человек были учениками или студентами, 136 — пенсионерами, 124 были неактивными по другим причинам.